# Fabiënne Bergmans
Fabiënne Bergmans (Roosendaal, 1 juli 1998) is een Nederlandse zangeres.

## Levensloop

### The Voice Kids
Bergmans begon in 2012 met optreden en verkreeg bekendheid dankzij haar deelname aan het RTL 4-programma The Voice Kids waarin ze gekroond werd tot eerste winnaar van het programma. Als finaliste van het team van coach Angela Groothuizen wist ze op 23 maart 2012 Vajèn van den Bosch en Dave Dekker achter zich te laten en de finale te winnen. Ze won een platencontract en een studiebeurs ter waarde van 10.000 euro.
De door haar in de 'blind audition' gezongen versie van Ed Sheerans nummer The A Team behaalde de dertiende plaats in de Nederlandse Single Top 100. Tijdens de finale bracht ze haar eerste single uit, What You're Made Of, een cover van de versie van Lucie Silvas, hiermee behaalde ze de vijfde plaats in de Single Top 100 en de 38e plek in de Nederlandse Top 40.
Drie dagen na het winnen van The Voice Kids, op maandag 26 maart 2012, werd ze daarvoor op het stadhuis van Roosendaal gehuldigd door burgemeester Jacques Niederer.

### Verdere verloop
Op 31 maart 2012 trad Bergmans op in Disneyland Paris, ze zong het nummer Magic Everywhere om het twintig jarig bestaan van het park te vieren. Tevens mocht ze het park symbolisch openen door daar samen met Amerikaanse actrice Salma Hayek bij het feestelijk aangeklede Main Street U.S.A. het lint door te knippen. In augustus 2012 verzorgde Bergmans diverse live optredens in Evers Staat Op bij Radio 538.
Op de dag van de troonswisseling in Nederland in 2013 was er ook een rondvaart over het IJ (de 'Koningsvaart'), waarbij koning Willem-Alexander en koningin Máxima op een rondvaartboot stonden. Op het IJ lagen veel boten met elk een eigen thema. Op de boot van The Voice Kids zong Bergmans samen met de winnaar van seizoen 2, Laura van Kaam, de koninklijk familie toe.
In 2013 vertolkte Bergmans de rol van Nienke, de zangeres van de schoolband, in de vijfde Carry Slee-bioscoopfilm: Spijt!. Samen met muzikant Brahim Fouradi verzorgde ze de soundtrack voor de film, waaronder de nummers Tuned Off, Space en de titelsong Hou me vast. In het najaar van 2013 was ze tevens een van de artiesten die de muziek verzorgde voor Kerst met de Zandtovenaar.
In januari 2023 bracht Bergmans na negen jaar voor het eerst weer muziek uit. Ze bracht namelijk op 13 januari 2023 in samenwerking met rapper Bilal Wahib het nummer Ik space uit, dit nummer dient als een remake van het door Bergmans tien jaar eerdere uitgebrachte nummer Space. Met het nummer behaalde ze weer diverse hitlijsten. Bergmans is in deze nieuwe versie echter voornamelijk op de achtergrond te horen.

## Filmografie
- 2013: Spijt!, als Nienke

## Discografie

### Singles
| Jaar | Act                                  | Nummer              | Vlag van Nederland | Vlag van Nederland | Opmerkingen                                             |
| Jaar | Act                                  | Nummer              | 100                | weken              | Opmerkingen                                             |
| ---- | ------------------------------------ | ------------------- | ------------------ | ------------------ | ------------------------------------------------------- |
| 2012 | Fabiënne Bergmans                    | The A Team          | 13                 | 6                  | gezongen tijdens 'blind auditions' van The Voice Kids   |
| 2012 | Fabiënne Bergmans                    | What You're Made Of | 5                  | 2                  | nr 38 in Nederlandse Top 40                             |
| 2012 | Fabiënne Bergmans                    | It's That Moment    | -                  | -                  |                                                         |
| 2012 | Fabiënne Bergmans                    | Feelings            | 66                 | 1                  |                                                         |
| 2013 | Fabiënne Bergmans met Brahim Fouradi | Tuned Off           | -                  | -                  | soundtrack van de film Spijt!                           |
| 2013 | Fabiënne Bergmans met Brahim Fouradi | Space               | -                  | -                  | soundtrack van de film Spijt!                           |
| 2013 | Fabiënne Bergmans met Brahim Fouradi | Hou me vast         | -                  | -                  | titelsong van de film Spijt!                            |
| 2014 | Fabiënne Bergmans met JayWay         | Het supporterslied  | -                  | -                  | voor Stichting Nederland Schoon                         |
| 2023 | Fabiënne Bergmans met Bilal Wahib    | Ik space            | 4                  | 14                 | remake van haar nummer Space uit 2013 / tip 4 in Top 40 |